# 1900년 하계 올림픽 그리스 선수단
그리스는 1900년 프랑스 파리에서 개최된 제2회 하계 올림픽에 선수단을 파견했다. 2개 종목에 선수 3명이 참가했다.(*)

## 메달 집계

### 종목별 참가 선수 및 메달 집계
| 종목 | 참가 선수 | 1 | 2 | 3 | 합계 |
| 골프 | 1         | 0 | 0 | 0 | 0    |
| 육상 | 2         | 0 | 0 | 0 | 0    |
| 합계 | 3         | 0 | 0 | 0 | 0    |

## 골프
그리스는 첫 올림픽 골프 경기에 참가한 네 나라 중 하나였다.
| 선수                  | 세부 종목   | 타수 | 최종 순위 | 최종 순위 |
| 알렉산드로스 메르카티 | 남자 개인전 | 246  | 11        |           |

## 육상
던지기 종목에 두 명의 선수가 참가했다. 파나기오티스 파라스케보풀로스가 원반과 포환에서 각각 4위와 5윌를 했다, 그러나 포환던지기에 참가한 소트리오스 베르시스는 실격했다.
| 선수                          | 세부 종목  | 예선  | 예선 | 결선      | 결선      |
| 선수                          | 세부 종목  | 기록  | 순위 | 기록      | 순위      |
| 소트리오스 베르시스           | 포환던지기 | -     | 실격 | 진출 실패 | 진출 실패 |
| 파나기오티스 파라스케보풀로스 | 원반던지기 | 34.04 | 4 Q  | 34.50     | 4         |
| 파나기오티스 파라스케보풀로스 | 포환던지기 | 11.29 | 5 Q  | 11.52     | 5         |

## 참고 자료
- Mallon, Bill (1998). 《The 1900 Olympic Games, Results for All Competitors in All Events, with Commentary》. Jefferson, North Carolina: McFarland & Company, Inc., Publishers. ISBN 0-7864-0378-0.
- Greece at the 1900 Paris Summer Games